# هاینریش فریدریش کارل فم اوند تسوم اشتاین

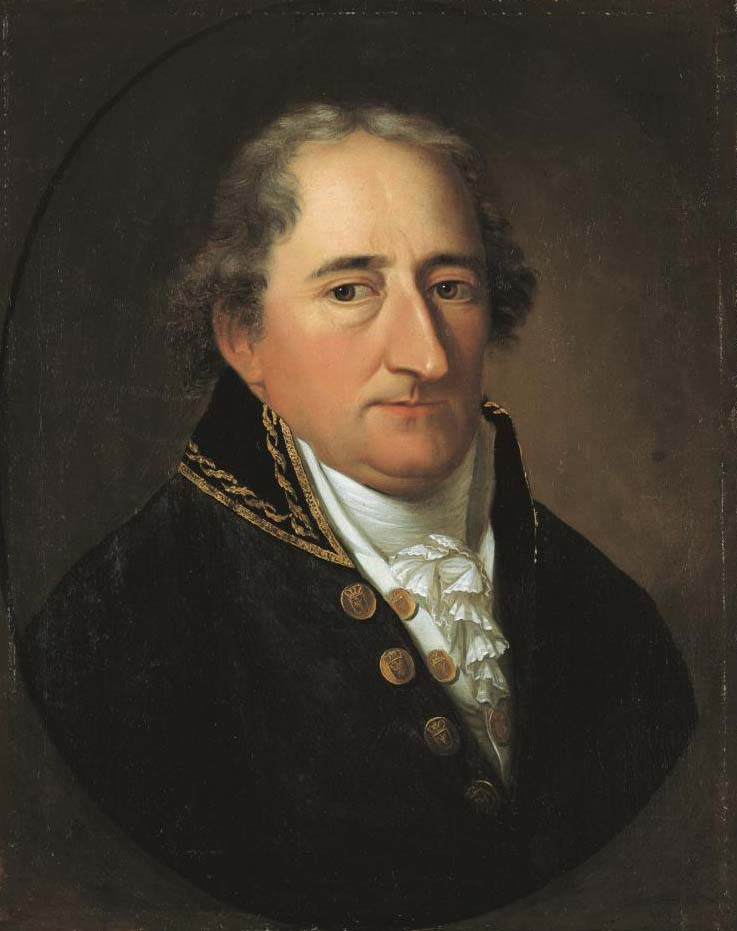
بارون فون اشتین

هاینریش فریدریش کارل رایشسفرایهر فم اوند تسوم اشتاین (به آلمانی: Heinrich Friedrich Karl Reichsfreiherr vom und zum Stein)
(۲۵ اکتبر ۱۷۵۷ – ۲۹ ژوئن ۱۸۳۱) سیاستمدار پروسی بود که با پیاده کردن سلسله‌ای از اصلاحات در کشورش، مسیر یگانگی آلمان را هموار کرد. او رعیت‌داری را ملغی کرد و در مقابل به صاحبان املاک، خسارت پرداخت کرد. او همچنین نظام مدرن شهرداری را در آلمان به وجود آورد.
اشتین از یک خانواده اشراف‌زادهٔ قدیمی برخاسته بود. او در ناساو متولد شد و در دانشگاه گوتینگن به تحصیل پرداخت. سیاست محافظه‌کاری دولت پروس، باعث شد تا اشتین در پی اصلاحاتی در نظام حکومتی برآید. او در سال ۱۸۰۷ میلادی توسط شاه پروس از دربار برکنار شد؛ زیرا، از پذیرفتن مقام وزارت امور خارجه امتناع ورزیده بود. با این حال، پس از پیمان تیلسیت دوباره روی کار آمد.
پس از آنکه مشخص شد او طی نامه‌ای، ناپلئون بناپارت را مورد انتقاد قرار داده، وی را مجبور کردند که استعفا کند. او پس از استعفا در ۲۴ نوامبر ۱۸۰۸، به امپراتوری اتریش رفت. در ۱۸۱۲ توسط الکساندر اول - تزار روسیه - به این کشور دعوت شد. او پس از نبرد لایپزیگ در ۱۸۱۳، ریاست شورای اداره ایالات آلمان را عهده دار گردید.